# Ācārya

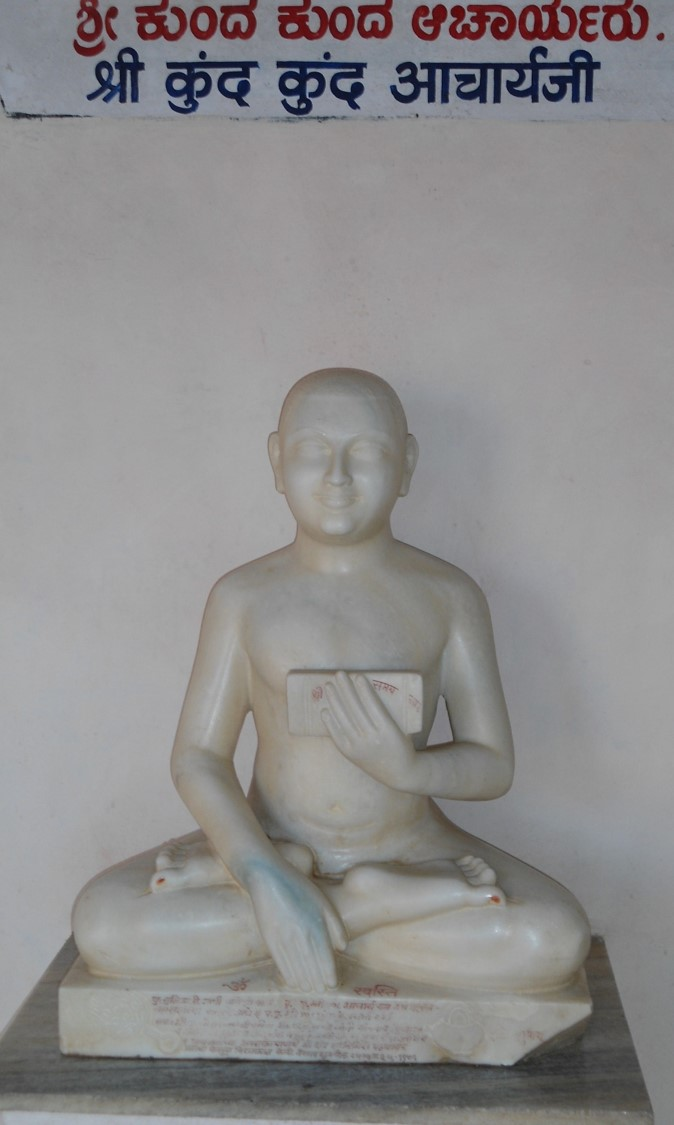
Ācārya.

Ācārya (devanāgarī: आचार्य; in caratteri tamiḻ: அசாரி, āsāri; anche nell'adattamento dall'anglosassone acharya) è quel sostantivo sanscrito di genere maschile (in femminile: ācāryā) che indica colui che conosce, e quindi insegna, l'ācāra (devanāgarī: आचार; lett. insieme di "precetti", "regole", "condotte tradizionali") intendendo quindi, nell'induismo, un "maestro spirituale".
Nello specifico, ācārya è il titolo con cui vengono appellati quei maestri indù che, a partire da Nātamuṉi (X secolo), ereditando la cultura e le dottrine religiose proprie degli āḻvār, hanno dato vita a quel sampradāya viṣṇuita detto Śrī Vaiṣṇava o Śrī Sampradāya.